# Clot de Ripoll
El Clot de Ripoll és un torrent afluent per la dreta de la Riera de Madrona que neix a uns 230 m. a l'oest de la masia de Maçana. De direcció predominant cap al sud, desguassa al seu col·lector a poc menys de 500 m. a llevant de la masia de l'Estany després d'haver fet tot el seu curs pel terme municipal de Pinell de Solsonès. La seva xarxa hidrogràfica, que també transcorre íntegrament pel terme municipal de Pinell de Solsonès, està constituïda per cinc cursos fluvials la longitud total dels quals suma 2.571 m.